# The White House (warenhuis)
The White House was het eerste warenhuis in San Francisco. Het werd geopend in 1854 en gesloten in 1965. Oorspronkelijk heette het Davidson & Lane, daarna J.W. Davidson & Company, en uiteindelijk, in 1870, toen het naar een groot nieuw gebouw verhuisde, kreeg het de naam "The White House".
In 1885 ging Lane met pensioen en Raphael Weill (1837-1920) zette het bedrijf voort met zijn broer Henry Weill, Eugene Gallvis en Albert Roullier als partners. Alle vier waren ze van geboorte Joods en Frans. Raphael Weill, die in 1855 naar San Francisco kwam, was een vooraanstaand ‘filantroop, levensgenieter en beschermheer van de kunsten’. Weill was een Franse jood geboren in Phalsbourg, Lotharingen, Frankrijk. Hij arriveerde in 1853 in San Francisco, trad in 1855 op 18-jarige leeftijd toe tot het bedrijf, werd in 1858 partner en in 1885 senior partner. Hij was een vooraanstaand lid van de Bohemian Club, oprichter van het French Hospital. Hij was een oom van de oprichters van Lazard Frères. Weill werd in 1908 benoemd tot ridder in het Franse Légion d'honneur en stierf in 1920. 
In de 19e eeuw stond het bedrijf bekend om zijn progressieve behandeling van zijn werknemers. Het sloot om 18.00 uur en op feestdagen, bood jaarlijks betaalde vakanties, betaalde ziektedagen en commissies op verkopen. 
Davidson & Lane Dry Goods Company werd oorspronkelijk in 1854 geopend op de hoek van Post Street en Grant Street. Op 7 december 1870 verhuisde het naar de hoek Kearny Street en Post Street en opende onder de nieuwe naam: The White House. In 1906 brandde die winkel af tijdens de aardbeving van San Francisco. Daarna werd op een nieuwe locatie gebouwd aan Grant Avenue 256 op de hoek met Sutter Street, naar een ontwerp van Albert Pissis. Het pand was bekleed met witte terracotta. In juli 1960 werd een vestiging in Oakland geopend in het Kaiser Center, op de hoek van 20th Street en Webster Street. Toen het  warenhuis The White House in San Francisco sloot op 1 januari 1965 was het gehuisvest in vier gebouwen. 
Nadat het hoofdgebouw een aantal jaren leeg had gestaan, werd het heropend als parkeergarage op de bovenste verdiepingen, met restaurants en winkels op straatniveau, waaronder Tiffany & Co. en Peck and Peck. 